# Le Chemin de l'espérance (film, 1953)
Pour les articles homonymes, voir Le Chemin de l'espérance.
Pour plus de détails, voir Fiche technique et Distribution.
Le Chemin de l'espérance (titre original : Il viale della speranza) est un film italien réalisé par Dino Risi, sorti en 1953.

## Synopsis
Trois jeunes femmes habitent une petite pension où elles attendent la célébrité et la fortune à Cinecittà. Luisa, grâce à son petit ami opérateur,  a l'occasion de participer à une audition pour un film. Mais Franca, sans scrupule, lui souffle le rôle et devient par la même occasion la maîtresse du producteur. Malheureusement, face à la caméra, l'actrice est empruntée. Luisa la remplace, tandis que Giuditta fait une croix sur une improbable carrière et décide de retourner en province avec son ancien fiancé.

## Fiche technique
- Titre original : Il viale della speranza
- Titre français : Le Chemin de l'espérance
- Réalisation : Dino Risi
- Scénario : Dino Risi, Gino De Santis, Ettore Maria Margadonna et Franco Cannarosso
- Photographie : Mario Bava
- Musique : Mario Nascimbene
- Montage : Eraldo Da Roma
- Pays de production :  Italie
- Langue : italien*
- Format : Noir et blanc
- Genre : Comédie
- Durée : 84 minutes
- Date de sortie : 
  - Italie : 10 avril 1953

## Distribution
- Cosetta Greco : Luisa
- Liliana Bonfatti : Giuditta
- Piera Simoni : Franca
- Marcello Mastroianni : Mario
- Pietro De Vico : Tonino
- Maria-Pia Casilio : Concettine
- Gisella Monaldi
- Nerio Bernardi : Franci
- Odoardo Girotti : Giorgio
- Franco Migliacci
- Bianca Maria Fusari
- Giulio Calì